# Entephria nobiliaria
Entephria nobiliaria is een nachtvlinder uit de familie van de spanners (Geometridae).
De spanwijdte van deze vlinder is 26 tot 33 millimeter. 
De soort gebruikt steenbreek als waardplant. De rups  overwintert. De vliegtijd is juli.
De soort komt voor van Scandinavië tot Siberië en in berggebieden van Europa. 